# Ratabulus fulviguttatus
Ratabulus fulviguttatus är en fiskart som beskrevs av Imamura och Martin F. Gomon 2010. Ratabulus fulviguttatus ingår i släktet Ratabulus och familjen Platycephalidae. Inga underarter finns listade i Catalogue of Life.